# Sanna Töringe
Eva Susanne "Sanna" Töringe, född 28 september 1952, i Stensö, Kalmar, är en svensk kokboks- och barnboksförfattare som även har skrivit trädgårdsböcker. 
Sanna Töringe är gift med skådespelaren Anders Granström och de har tre barn, bland dem skådespelaren Oscar Töringe.
Hon är utbildad bibliotekarie och har jobbat både inom folk- och forskningsbibliotek.